# امبرس (مینه‌سوتا)
امبرس (به انگلیسی: Embarrass) یک منطقهٔ مسکونی در ایالات متحده آمریکا است که در Embarrass Township واقع شده‌است. امبرس ۳۰ نفر جمعیت دارد و ۴۳۴٫۰۴ متر بالاتر از سطح دریا واقع شده‌است.